# Thor: God of Thunder
Thor: God of Thunder là một trò chơi hành động hack và slash dựa trên bộ phim Marvel Studios Thor. Trò chơi được phát triển bởi Liquid Entertainment và được viết bởi Matt Fraction. Thor: God of Thunder đánh dấu sự xuất hiện độc lập đầu tiên của Thor trong một trò chơi điện tử và được Chris Hemsworth, Tom Hiddleston và Jaimie Alexander, người đã tái hiện vai diễn của mình trong bộ phim, lồng tiếng. Trò chơi được phát hành vào ngày 3 tháng 5 năm 2011 tại Bắc Mỹ và có trên Nintendo DS, PlayStation 3, Wii, Xbox 360 và Nintendo 3DS. Các phiên bản Xbox 360 và PlayStation 3 của trò chơi có thể được phát ở chế độ 3D trên 3DTV và trên 2DTV qua kính 3D TriOviz Inificolor.  Các phiên bản trên Xbox 360 và PlayStation 3 đã được đánh giá thấp, trong khi phiên bản Wii đã được đánh giá trung bình và phiên bản DS đã được đáp ứng với các đánh giá tốt.

## Cách chơi
Thor phải chiến đấu trong vô số thế giới thần thoại Bắc Âu để cứu Asgard. Người chơi sẽ sử dụng Mjölnir, cây búa huyền thoại mang tính biểu tượng của Thor, để chiến đấu với kẻ thù với số lượng lớn trong khi điều khiển sức mạnh nguyên tố của sét, sấm và gió để đánh bại kẻ thù. Thor phải vượt qua những kẻ thù quái dị được lấy từ các truyện tranh, bao gồm cả Ulik, Ymir và Surtur cũng như những kẻ thù khó khăn khác.